# الحاضنه البيضاء (القبيطة)

تعديل مصدري - تعديل

الحاضنه البيضاء هي إحدى قرى عزلة كرش بمديرية القبيطة التابعة لمحافظة لحج، بلغ تعداد سكانها 73 نسمة حسب تعداد اليمن لعام 2004.